# (33325) 1998 RH3
1998 أر إتش 3 (ويعرف أيضًا باسم (33325) 1998 أر إتش 3 وفق تسمية الكوكب الصغير) (بالإنجليزية: 1998 RH3)‏ هو كويكب ضمن حزام الكويكبات؛ وترتيبه 33325 من حيث الاكتشاف.
اكتُشف هذا الجُرم الفلكي بواسطة بحث لنكولن عن الكويكبات القريبة من الأرض في 14 سبتمبر 1998.

## وصلات خارجية
- (33325) 1998 RH3 في قاعدة بيانات مختبر الدفع النفاث لأجرام النظام الشمسي الصغيرة

- الاكتشاف · مخطط المدار ·  العناصر المدارية · المعلمات المادية

- (33325) 1998 RH3 على موقع ويكي سكاي: DSS2, SDSS, GALEX, IRAS, Hydrogen α, X-Ray, Astrophoto, Sky Map, Articles and images